# Marea
Marea – antyczne miasto położone w Egipcie, 45 kilometrów na południowy zachód od Aleksandrii, na południowym wybrzeżu jeziora Marjut, czyli antycznego Mareotis.

## Badania archeologiczne
W latach 1977–1981 prace archeologiczne podjęli badacze z Uniwersytetu w Aleksandrii. Od 2000 roku badania prowadzi polska ekspedycja archeologiczna skupiająca badaczy z kilku ośrodków naukowych, przede wszystkim Muzeum Archeologicznego w Krakowie oraz Instytutu Archeologii i Centrum Archeologii Śródziemnomorskiej Uniwersytetu Warszawskiego. Obecnie kierują nimi prof. Tomasz Derda z Instytutu Archeologii UW oraz dr Krzysztof Babraj z Muzeum Archeologicznego w Krakowie. W 2003 roku rozpoczęto badania na terenie bizantyjskiej bazyliki.

## Opis stanowiska
Stanowisko Marea było w czasach rzymskich, a także prawdopodobnie już wcześniej, w okresie ptolemejskim, dużym miastem portowym. Badania wskazują, że port mógł funkcjonować tu aż po średniowiecze, co poświadczają znaleziska datowane na XIII–XIV wiek. Pozostałością po zabudowie portowej są między innymi cztery duże mola, z których najdłuższe sięga 120 metrów w głąb jeziora. Miasto antyczne słynęło z produkcji wina, które rozprowadzano we wszystkie regiony basenu Morza Śródziemnego, transportując je w amforach, które również wytwarzane były lokalnie. Było to niewątpliwie duże centrum produkcyjne, odkryto tu jeden z największych w Egipcie pieców ceramicznych. Z okresu bizantyjskiego pochodzi między innymi kompleks łaźni oraz kaplica grobowa datowane na VI wiek, a także duża bazylika z transeptem, o łącznych wymiarach 49 na 47 metrów. Ważnym odkryciem jest znaleziony w 2011 roku największy znany zbiór ostrakonów z V–VI wieku, zapisanych notatkami dotyczącymi budowy bazyliki. Pod bazyliką odsłonięto pozostałości starszego kościoła, datowanego wstępnie na drugą połowę IV wieku. Trwają także badania nad ustaleniem historii tego ośrodka pomiędzy schyłkiem III wieku a budową miasta bizantyjskiego w V–VI wieku.